# NK Drava Kuršanec
NK Drava Kuršanec je hrvatski nogometni klub iz Kuršanca.
Godine 2011. igrao je u 2. ŽNL – Zapad.
Jedan od poznatih nogometaša koji je radio u NK Dravi iz Kuršanca bio je Veldin Karić koji je u Dravu kao trener došao u rujnu 2011. godine, a opcija je bila da bi mu pomoćnik mogao biti Edin Mujčin.